# نادي القوافي

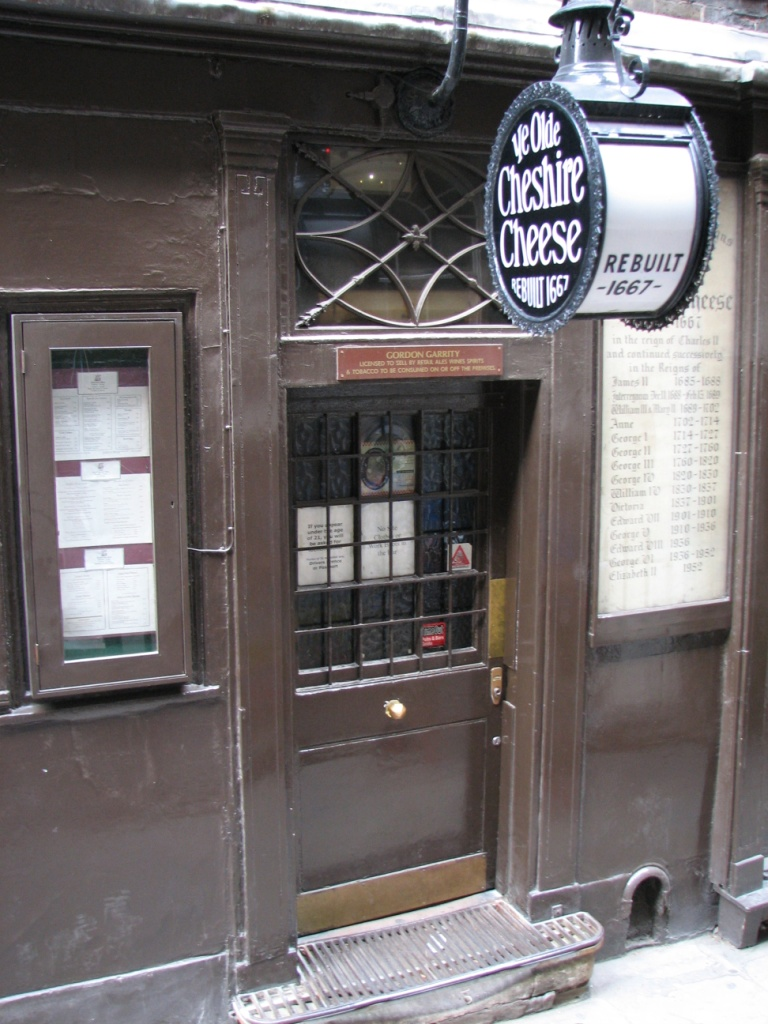
نادي القوافي في شارع فليت

يتكون نادي القوافي من مجموعة ذكور من الشعراء من مدينة لندن، تأسست في عام ١٨٩٠ على يد دبليو بي بييتس وأرنست ريس. في الأصل، كان النادي مجرد نادٍ لتناول الطعام فحسب. أنتج النادي مختارات من الشعر في عامي ١٨٩٢ و ١٨٩٤. التقيا في حانة لندن في شارع فليت وفي كافيه رويال.
ولدينا العديد من أولئك الذين شاركوا منهم : إرنست داوسون، وليونيل جونسون، وفرانسيس طومسون، و ريتشارد لو جاليان، وجون ديفيدسون ، وإدوين جيه إليس، وفيكتور بلار، و سلوين إيمدج، وآرثر سيمونز وإرنست رادفورد وتوماس ويليم روليسون. حَضَرَ أوسكار وايلد بعضاً من الاجتماعات التي عُقدت في منازل خاصة. تتطابق المجموعة المسبقة بشكل وثيق مع فكرة ييتس الاسترجاعية التي تتحدث عن «الجيل المأساوي» ، المقدر للفشل وفي أغلب الحالات الموت المبكر.
بالإضافة إلى العنصر الاجتماعي في نادي القوافي، قاموا إيضاً بنشر مجلدين من الشعر. نُشِر الكِتاب الأول بعنوان (كتاب نادي القوافي) بوساطة إلكين مايثوز عام ١٨٩٢م. وبعد عامين ، ظهر الكتاب الثاني لنادي القوافي بعام ١٨٩٤م ، ونشره إلكين مايثوز وجون لين ، وطُبِع ما يقارب ٤٥٠-٦٥٠ نسخة على التوالي. يتكون هذين المجلدين من مجموعة متميزة وهم : رولسيتون، جون تودونتر ، ييتس ، ريتشارد لو جاليان، ليونيل جونسون ، آرثر سيسيل هيلير ، إرنست رادفور ، آرثر يسمونز، جرين وإدوين جيه إليس، وأرنست .
هذا الوجود الثنائي على ما يبدو للنادي (أي الاجتماع بشكل غير رسمي في المنازل الخاصة ؛ ومن ناحية أخرى إنتاج مختارات من الشعر) يجعل تحديد أعضاء النادي أمرًا صعبًا في بعض الأحيان. حَضَرَ العديد من الشعراء الاجتماعات، لكن لم يظهر شعرهم في أي من الكتابين. وكما أن بعض الشعراء يظهرون في كتاب واحد دون أن يظهروا في الآخر. وبالتأكيد أن جميع أعضاء المجموعة كانوا رجالاً.
كَتَبَ آرثر رانسوم كتابه عن بوهيميا في لندن عام ١٩٠٧م، وفي هذا الوقت كانت المجموعة بالفعل انتقلت إلى أسطورة؛ اعتاد نادي القوافي الالتقاء، والشرب من الخزانات، وتدخين الأنابيب الفخارية، وقراءة أشعارهم الخاصة. في الحقيقة، كان بحث رانسوم منتهياً. استمرت المجموعة في الاجتماع بشكل ما حتى حوالي عام ١٩٠٤م.

## قراءات إضافية
- Norman Alford (1994) The Rhymers' Club: Poets of the Tragic Generation, Palgrave Macmillan
- Murray Pittock (1986) Decadence and the English tradition, Oxford Research Archive